# Masato Yamazaki (fotbollsspelare född 1981)
Masato Yamazaki (山﨑 雅人 Yamazaki Masato?), född 4 december 1981 i Kyoto prefektur, är en japansk fotbollsspelare.
Yamazaki började sin karriär 2004 i Yokohama F. Marinos. Med Yokohama F. Marinos vann han japanska ligan 2004. 2005 flyttade han till Oita Trinita. 2008 flyttade han till Gamba Osaka. Med Gamba Osaka vann han AFC Champions League 2008 och japanska cupen 2008, 2009. Efter Gamba Osaka spelade han för Sanfrecce Hiroshima, Montedio Yamagata, Zweigen Kanazawa och Thespakusatsu Gunma. Han avslutade karriären 2018.